# منطقة جنوب نازلو الريفية
منطقة جنوب نازلو الريفية (بالفارسية: دهستان نازلوی جنوبی) هي أحد المناطق الريفية التابعة للناحية المركزية، مقاطعة أرومية، محافظة أذربيجان الغربية، إيران، وعاصمتها هي تشيتشكلوي حاجي آغا، وأكبر قراها هي تشنقرالوي يكان. تضم 36 قرية، ويبلغ عدد سكانها 7510 نسمة حسب إحصاء 2016.